# حبیب‌الله اخلاقی
حبیب‌الله اخلاقی (زاده ۱۳۶۴ در اندیمشک) کشتی‌گیر فرنگی‌کار ایرانی است. وی دارنده مدال طلای مسابقات آسیایی ۲۰۱۴ اینچئون کره جنوبی در وزن ۸۰ کیلو و همچنین یک مدال برنز قهرمانی جهان ۲۰۰۹ هرنینگ را در دستهٔ ۸۴ کیلو به دست آورده‌است. اخلاقی همچنین در جام جهانی کشتی فرنگی ۲۰۱۰ ایران که با نخستین قهرمانی تیم ملی ایران به پایان رسید، عضو تیم ایران بود. مدال برنز  قهرمانی دانشجویان جهان ۲۰۱۰ تورین هم از دیگر عناوین اوست. مدال طلا دانشجویان جهان در شهر تسالونیکی یونان سال ۲۰۰۸.

## المپیک تابستانی لندن ۲۰۱۲
او پس از کسب سهمیه مسابقات المپیک، وارد این مسابقات شد و در اولین مسابقه به مصاف پابلو انریکه شوری هرناندز کوبایی رفت اما در همان ابتدا با نتیجه سه بر یک شکست خورد و از راهیابی به مرحله بعدی بازماند.

## مسابقات قهرمانی کشتی جهان ۲۰۱۴
حبیب‌الله اخلاقی در دور نخست با نتیجه ۳ بر ۲ عظمت کاستوبایف، قهرمان جوانان آسیا از قزاقستان را شکست داد و راهی دور دوم شد. وی این مرحله نیز با نتیجه ۵ بر صفر نیکولائوس وارکاس از یونان را شکست داد و راهی یک‌چهارم نهایی شد، اما در این مرحله با نتیجه ۲ بر یک مغلوب سلچوک چبی، دارنده مدال‌های طلا و نقره جهان از ترکیه شد و از حضور در نیمه‌نهایی بازماند که با توجه به شکست چبی در مرحله نیمه‌نهایی مقابل اوگنی سالیف از روسیه اخلاقی از گردونه مسابقات کنار رفت.

## بازی‌های آسیایی ۲۰۱۴
در وزن ۸۰ کیلوگرم حبیب‌الله اخلاقی بعد از پیروزی ۹ بر یک مقابل در دور نخست (مرحله یک‌چهارم نهایی) مقابل جعفر خان از قطر راهی مرحله نیمه نهایی شد. وی در این مرحله نیز با نتیجه ۹ بر صفر از سد بسیکی سالدادزه، نایب قهرمان آسیا از ازبکستان گذشت و فینالیست شد. اخلاقی در فینال نیز با نتیجه ۵ بر یک مقابل تسوکاسا تسوروماکی، نایب قهرمان بازی‌های آسیایی گوانگجو از ژاپن به پیروی رسید و مدال طلا را بر گردن آویخت.

## مسابقات قهرمانی کشتی جهان ۲۰۱۵
فرنگی کار خوزستانی تیم ملی کشتی فرنگی بزرگسالان در رقابت‌های وزن ۸۵ کیلوگرم قهرمانی جهان پس از استراحت در دور نخست، در دور دوم اتاییف امانلی از ترکمنستان را با نتیجه ۹ بر صفر شکست داده و سپس با قدرت از سد جاوید حمزاتوف دارنده مدال برنز جهان گذشته و به به مرحله یک چهارم نهایی صعود کرده بود. اما اخلاقی که آمادگی فوق‌العاده ای داشت در این مرحله برابر رستم آساکالوف دارنده مدال طلای بازی‌های آسیایی ۲۰۱۴ و قهرمان آسیا در سال ۲۰۱۵ از ازبکستان قرار گرفت و در حالی که ۷ بر صفر از حریف پیش بود در یک غافلگیری اسیر فن کمر وی شد و در نهایت این مبارزه را با ضربه فنی به حریف واگذار کرد و از صعود به فینال بازماند. پس از این شکست به دلیل حضور آساکالوف در فینال، اخلاقی به جدول شانس مجدد راه یافت که با پیروزی برابر عامر هروستانوویچ از اتریش ضمن کسب سومین سهمیه المپیک تیم ملی کشتی فرنگی به دیدار رده‌بندی صعود کرد. حبیب‌الله اخلاقی در دیدار رده‌بندی رامی هیتانیمی نامی نفر دوم اروپا و نفر پنجم رقابتهای جهانی سال ۲۰۱۳ از فنلاند را با نتیجه ۷ بر صفر شکست داد و مدال برنز گرفت.

## المپیک تابستانی ریو ۲۰۱۶
او در المپیک ریو و در وزن ۸۵ کیلو حاضر بود که در دور اول زاکاریاس برگ از سوئد را شکست داد اما در دور بعد از داویت چاکواتزه کشتی‌گیر روسی شکست خورد و با توجه به حضور این کشتی‌گیر در فینال، به دیدار شانس مجدد رفت. او در اولین مرحله شانس مجدد سامان طهماسبی کشتی‌گیر ایرانی الاصل آذربایجان را شکست داد اما در دور بعد به دنیس کودلا کشتی‌گیر آلمانی باخت و پنجم شد.